# Up All Night (canción de Blink-182)
«Up All Night» —en español: «Despierto toda la noche»— es una canción de la banda estadounidense de pop punk Blink-182, perteneciente a su sexto álbum de estudio, Neighborhoods (2011). Su composición y producción estuvieron a cargo de los tres integrantes de la banda, quienes decidieron trabajar por su cuenta por no desear la colaboración de otro tras la muerte de Jerry Finn, el productor de cada álbum de la banda desde Enema of the State. «Up All Night» es el primer sencillo de Blink-182 desde su separación en 2005; su grabación empezó en 2009, pero no se lanzó hasta mediados de 2011. El 16 de julio de dicho año, el sello discográfico DGC Records lo publicó como sencillo digital, mientras que la emisora KROQ lo estrenó en la radio dos días antes, el 14.
La canción recibió críticas generalmente positivas; Bill Lamb de About.com dijo: «Las letras se han vuelto más reflexivas, pero muestran cómo una banda de pop punk puede reunirse y perdurar con gracia», mientras que Andrew Unterberger de PopDust declaró que en realidad sirve más como una pista para apoyar el álbum, y no como un sencillo. No obstante, varios de ellos compararon la canción con el proyecto paralelo de Tom DeLonge, Angels & Airwaves. Según Mark Hoppus, bajista de la banda, la canción contiene elementos de todo lo que han hecho en Blink-182, y va más allá de todo lo que han realizado antes. El tema tuvo una pobre recepción comercial e ingresó únicamente en las principales listas de Australia, Canadá, Escocia, los Estados Unidos y el Reino Unido.
«Up All Night» contó con dos videos musicales: para el primero, Blink-182 se asoció con la multinacional AT&T para compilar una serie de clips en los que sus seguidores utilizaban su música de manera ilegal en el sitio web YouTube, y crear un video a partir de ellos. Isaac Rentz dirigió el segundo y la banda lo publicó en su canal de Vevo el 26 de agosto de 2011. Su trama gira en torno a un vecindario en donde no hay padres y todos los jóvenes provocan grandes disturbios. Ambos recibieron buenos comentarios por parte de los críticos.

## Antecedentes

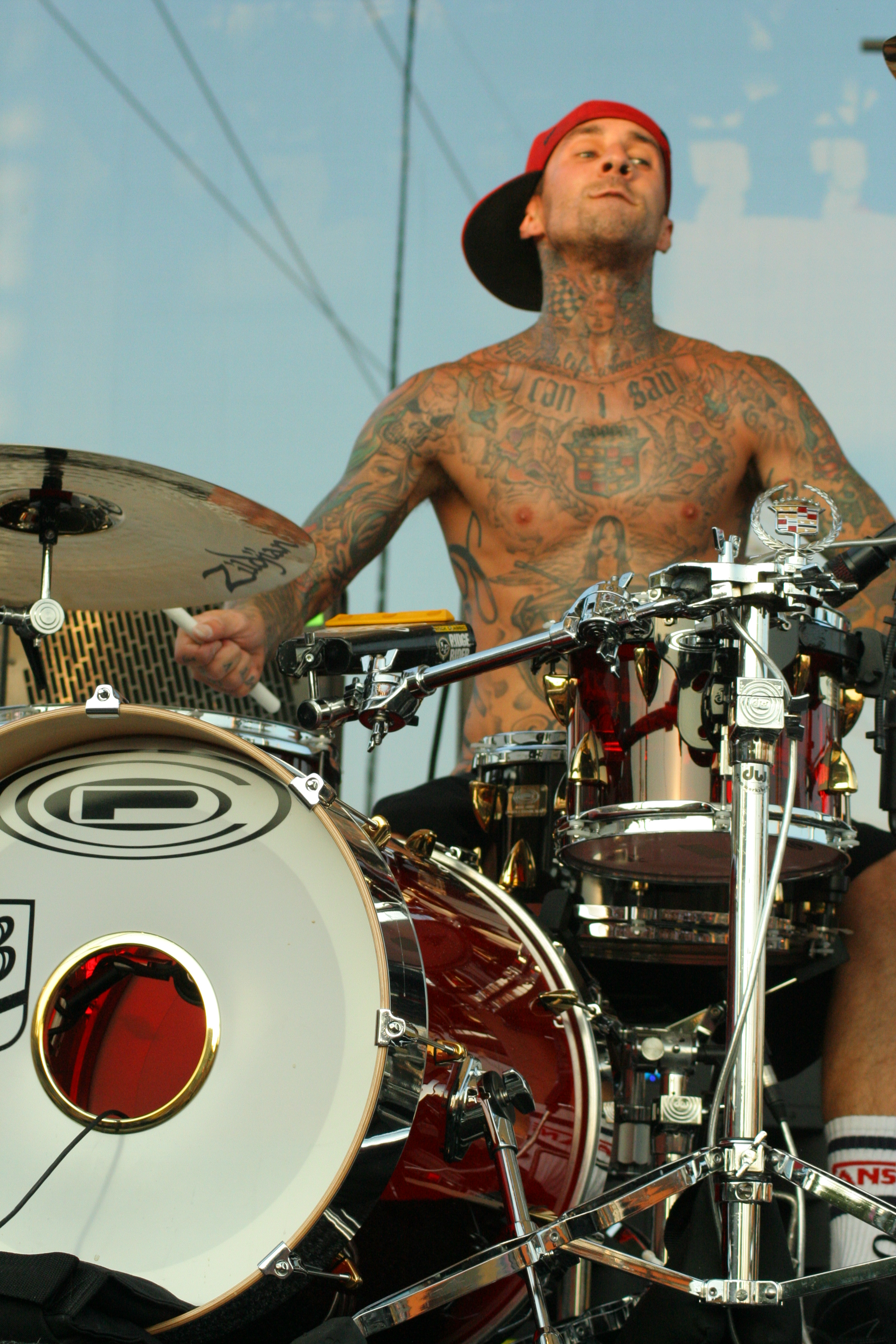
Barker declaró que fue una locura volver al estudio, ya que estaba recuperándose de las cirugías debidas al accidente.

Tras el accidente aéreo que sufrió Travis Barker en Carolina del Sur el 19 de septiembre de 2008, los medios difundieron rumores sobre la posible reunión de Blink-182. En noviembre de ese mismo año, el bajista Mark Hoppus le comentó a MTV: «En medio de todo lo que ha ocurrido últimamente, Tom, Travis y yo nos hemos juntado a hablar, en un principio mediante llamadas telefónicas, y luego, después de unas semanas, nos juntamos por un par de horas». Él las consideró «conversaciones estupendas y muy positivas». También dijo: «Evidentemente, la primera pregunta para un montón de gente va a ser, ¿esto significa una reunión de Blink-182? La respuesta es que ninguno de nosotros sabe». A principios de febrero de 2009, la Recording Academy anunció que la banda se reuniría en la quincuagésima primera edición de la entrega de los premios Grammy para presentar un galardón. La noche de los premios, el 8 de febrero, Barker confirmó que estaban juntos otra vez con la declaración: «Solíamos tocar música juntos, y hemos decidido que vamos a tocar música juntos nuevamente».
La banda se inspiró inmediatamente luego de varias reuniones. En junio de 2009, Barker contó en una entrevista: «Pasamos de simplemente estar tocando juntos, a estar como: ¡Vamos a crear maquetas e ir de gira!». Sin embargo, le pareció una locura volver otra vez al estudio, ya que no estaba en condiciones para estar en uno. No obstante, crearon cuatro maquetas, de las cuales una estaba prácticamente terminada. Esta última, titulada «Up All Night», solo faltaba que Barker completara las pistas de batería. La canción en un principio se llamó «The Night the Moon Was Gone», idea de la hija de Tom DeLonge.
Si bien tomaron en cuenta la posibilidad de interpretarla en vivo durante su gira de reunión, la banda optó por no hacerlo. Hoppus declaró al respecto: «Posiblemente podríamos tocarla, pero probablemente no. [...] Todavía no hemos terminado de grabarla, y realmente no quiero que la primera vez que la gente escuche nuestra nueva canción sea en una versión de YouTube tocada en vivo». DeLonge también dijo: «Nos preocupa que las primeras impresiones no van a ser el hermoso y arduo trabajo que hemos puesto en su grabación».

## Composición
«Up All Night» es una canción dentro de los géneros pop punk, punk revival y rock alternativo que posee una duración de tres minutos y diecinueve segundos. La compusieron y produjeron los tres integrantes de la banda; Jeff «Critter» Newell y Chris Holmes realizaron la coproducción, mientras que Tom Lord-Alge estuvo a cargo de la mezcla. Según la partitura publicada por Universal Music Publishing Group en el sitio web Musicnotes, se encuentra en el tempo sensación a medio tiempo de 156 pulsaciones por minuto; está interpretada en la tonalidad la mayor, y el registro vocal de ambos vocalistas, Hoppus y DeLonge, abarca desde la nota mi♯4 hasta la nota mi♯5. James Montgomery de MTV la consideró una síntesis perfecta de lo que habían hecho los tres miembros de Blink-182 en los ocho años transcurridos desde su último álbum. También la comparó con todos los proyectos paralelos de la banda, como +44, Angels & Airwaves, Box Car Racer, el trabajo en solitario de Travis Barker, y mencionó que «no solo demuestran que han aprendido del pasado, sino que están dispuestos a abrazar el futuro». En una entrevista con la revista Rolling Stone, el mismo Barker la comparó con Box Car Racer y comentó: «Es un poco pesada, si mezclas Blink y Box Car Racer; todo tiene sentido, las piezas están todas juntas». Hoppus la describió como una canción que se define como una mezcla de ritmos, con arena rock y un poco de indie. Además dijo: «"Up All Night" contiene elementos de todo lo que hemos hecho en Blink-182 y va más allá de todo lo que ya realizamos antes».
La canción mantuvo su estructura desde la primera vez que la banda comenzó a trabajar en ella, pero durante el transcurso de grabación, y a medida que grababan más canciones, «Up All Night» se convirtió en más fuerte y más pesada que su versión original. Según el bajista de la banda: «En un principio, el estribillo era mucho más grande. Era un gran estribillo sintetizado, pero queríamos que la primera canción que la gente escuchara fuera mucho más roquera». Blink-182 cambió la instrumentación de la misma, y escribieron guitarras y bajos mucho más pesados, DeLonge escribió la progresión de guitarra para el estribillo y Barker se encargó de la parte de la batería, que según Hoppus: «Realmente solidificó el elemento del rock en la canción». Él declaró: «Travis creó la introducción a medio tiempo de la última sección, y creo que acentúa muy bien».
En cuanto a la letra, PopCrush afirmó que hay una sección en ella que sin duda resume la canción y el regreso de Blink-182 para hacer nueva música. La publicación comentó que el verso «All these demons, they keep me up all night» (en español: «Y todos esos demonios, me mantienen despierto toda la noche») es indudablemente mucho más maduro que «What's My Age Again?». Bill Lamb señaló que «la letra enfrenta los miedos y las pesadillas de crecer y envejecer con un conocido espíritu que podría generar escalofríos en los oyentes». A su vez, dijo que todos podemos relacionar de alguna manera la pregunta formulada en el estribillo de la canción: «Let me get this straight, do you want me here? As I struggle through each and every year?» (en español: «Dejame ver si entiendo ¿Me quieres aquí? ¿Mientras lucho a lo largo de los años?»). El concluyó que «parece argumentar que Blink-182 es una banda que necesitamos conservar».

## Lanzamiento
Luego de aproximadamente dos años después de su reunión, anunciaron el lanzamiento del sencillo; incluido en su sexto álbum de estudio, Neighborhoods. Si bien estaba previsto que se estrenara el 15 de julio de 2011 a las 7:30 a. m. (ET) en el sitio web oficial de Blink-182 y en la emisora de radio KROQ de Los Ángeles, modificaron la fecha para el 14 de julio a las 8:00 p. m. (ET). Hoppus publicó en su cuenta de Google+ al respecto: «¡Atención! ¡El estreno de "Up All Night" está siendo movido para este día en las próximas horas! ¡Estén atentos!». Al día siguiente, el bajista escribió a MTV sobre el buen recibimiento del sencillo: «Estoy muy contento de que finalmente tengamos nueva música, no puedo creer el buen recibimiento que ha tenido. [Nuestro sitio web] colapsó varias veces, mi cuenta en Google+ también, y Blink-182 fue trend topic en todo el mundo. Totalmente increíble».

## Recepción

### Comentarios de la crítica
«Up All Night» recibió comentarios positivos y negativos de los críticos musicales. Bill Lamb de About.com le otorgó cuatro estrellas y media de cinco, y dijo que «"Up All Night" es exactamente lo que quiere y necesita la leyenda del pop punk Blink-182». También declaró: «El sonido es tan vigoroso como antes. Con la edad, las letras se han vuelto más reflexivas, las asperezas se han limado un poco, pero Blink-182 muestra cómo una banda de pop punk puede reunirse y perdurar con gracia». El sitio web AltSounds comentó que «es rápida, pegadiza, y lo que es más importante, la banda ha progresado» y en la conclusión de la reseña explicó: «La producción puede ser un poco excesiva, añadiendo pequeñas partes electrónicas por aquí y por allá, tal vez continúa la experimentación en su álbum homónimo, pero las bases están ahí, y Blink-182 suena más fuerte que nunca». Katie Territt de Stereoboard dijo que «desde el primer compás [...] no es precisamente claro lo que uno podría estar escuchando […] El riff de guitarra pesado, un bajo golpeador, y una batería con ritmo de marcha no es el típico sonido de Blink. Pero tan pronto como la distintiva voz de Tom DeLonge arranca, es como si nunca se hubieran ido». Amy Sciarretto de PopCrush declaró: 

«"Up All Night" es más espacial que cualquier cosa que hayamos escuchado de la banda. Tal vez, es cortesía del proyecto alternativo del vocalista/guitarrista Tom DeLonge, Angels & Airwaves, que tenía más visión al futuro y una mentalidad más progresista que Blink. La canción también es más pesada que lo que ofrecían anteriormente, con más riffs de guitarra y alguna percusión atronadora. […] Está claro que DeLonge, Hoppus y Barker tenían más música en ellos que debían mostrar, y "Up All Night" es excelente, es diferente».

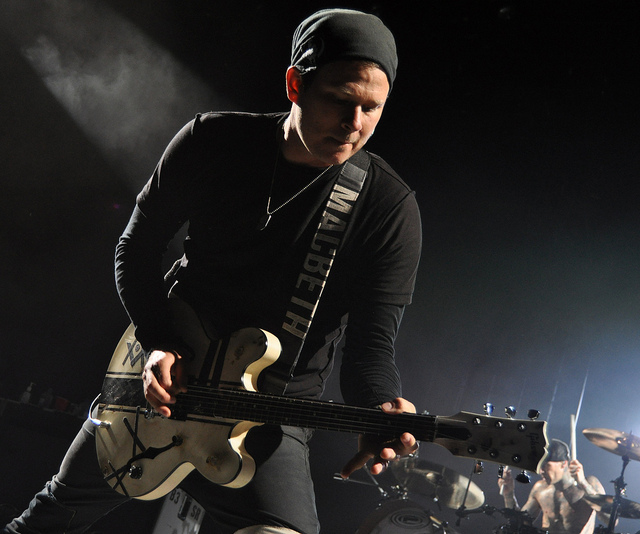
«Up All Night» recibió varias comparaciones con el proyecto paralelo de Tom DeLonge, Angels & Airwaves.

Por otra parte, Lewis Corner de Digital Spy la llamó «una gran rebanada pop rock del tamaño de un estadio», y también la comparó con la banda de DeLonge, Angels & Airwaves. Ashley Pérez de Examiner dijo que «no suena como el clásico Blink-182 [...] Suena como una canción que podría haber estado en su última publicación, Blink-182». Asimismo, afirmó que «no puede sonar como su viejo material, pero no se aleja demasiado de lo que ya han hecho». También destacó el «dúo vocal de Tom y Mark», y mencionó que «los instrumentos suenan impresionantes». Andrew Unterberger de PopDust le dio una reseña negativa; en su opinión: «Es más como una pista adecuada para apoyar al álbum, en vez de una [buena] primera impresión que anuncia el regreso de la banda con autoridad y deja con ansias de más [...] Nos damos cuenta que probablemente lo mejor es que no se siguen comportando como punks adolescentes [...]». No obstante, Luke Lewis de NME dijo que «"Up All Night" parece un paso hacia atrás […] Ellos se han vuelto más pesados, y con un tono más serio». Monica Herrera, de la revista Rolling Stone, le concedió tres estrellas y media sobre cinco, y lo consideró un «himno de tres minutos que sintetiza las ideas que se cernían en "Not Now"». También señaló que «no es precisamente el "Blink progresivo", [sobre el que] el guitarrista Tom DeLonge bromeó». Por otro lado, Pablo Porcar de Binaural dijo que estilísticamente se encuentra cerca de lo que la banda produjo en Blink-182, y que respira mucha más frescura que lo que se encuentra en ese disco.

### Rendimiento comercial
La canción contó con una recepción comercial mala a nivel mundial. En Norteamérica ingresó en varias listas de Canadá y los Estados Unidos. El 30 de julio de 2011 debutó en el puesto número 85 en la lista Billboard Hot 100 y a la semana siguiente alcanzó el 65. En el conteo Digital Songs, que ordena las canciones de acuerdo a las ventas digitales en los Estados Unidos, llegó al puesto 42. En ambos solo se mantuvo dos semanas. Dos meses después de su lanzamiento, el sencillo había vendido 116 000 copias digitales. Ese mismo día ingresó en la lista Alternative Songs en el puesto 25. A la semana siguiente entró en el top diez y el 3 de septiembre logró su máxima posición en el tercer puesto. A la vez, entró en la lista Rock Songs en el puesto número 30; posteriormente alcanzó la sexta posición. Además, llegó al puesto número 29 y 31 en las listas Active Rock y Mainstream Rock Tracks, respectivamente. Por otra parte, en Canadá alcanzó la posición 58 en el Canadian Hot 100, y el 41 en Canadian Digital Songs. En Europa, ingresó en la lista UK Singles Chart del Reino Unido y Scottish Singles Chart de Escocia en los puestos 48 y 35, respectivamente. En Oceanía entró en la lista Australian Singles Chart, donde obtuvo la posición 30.

## Video musical

### Alternativo
Para desarrollar el primer videoclip, la banda se asoció con la corporación multinacional de telecomunicaciones estadounidense AT&T, en donde compliaron clips de sus seguidores utilizando su música de manera ilegal en YouTube. Al principio, puede leerse: 

«Para lanzar nuestro primer sencillo en ocho años, AT&T nos ayudó a buscar en YouTube cada instancia en la que nuestros seguidores usaron nuestra música sin nuestra autorización. Y los premiamos por ello. Esta película está creada con clips de todos esos vídeos. Gracias por ser un fan».

El bajista Mark Hoppus explicó el proyecto a Billboard: «Normalmente en estos casos, habrías recibido una carta de nuestro abogado, el contenido habría sido quitado, y habríamos visto cómo te pudres en la cárcel; pero en lugar de eso, queríamos probar algo diferente esta vez». AT&T lo publicó el 2 de agosto de 2011 en su canal de YouTube. Ashley Fetters de Entertainment Weekly dijo que «funciona como un agradecimiento humorístico para sus seguidores de la generación de Napster». Erika Brooks de Idolator comentó: «A pesar de que la letra de "Up All Night" puede ser un poco decepcionante, el video musical no lo es. En su primer videoclip en más de una mitad de década, la banda da las gracias a todo aquel que alguna vez utilizó ilegalmente su música en YouTube». Sciarretto de PopCrush declaró: «Si no puedes con ellos, recompénsalos. La banda de pop punk creó un video uniendo las imágenes y videos que sus seguidores combinaron con su música usada ilegalmente; pero en lugar de castigarlos, Blink-182 los está premiando». Por otra parte, la revista Rolling Stone concluyó: «Si piensas que está permitido hacer lo que uno quiere con sus derechos de autor, ellos deben estar obligados a hacer lo mismo contigo».

### Oficial
La grabación del segundo videoclip empezó a fines de julio de 2011, y Blink-182 lo estrenó el 26 de agosto del mismo año en su canal de Vevo. La dirección y producción estuvieron a cargo de Isaac Rentz y Ritchie Piert respectivamente, mientras que los efectos especiales estuvieron a mando de Dot & Effects. Benji Bamps trabajó como director artístico y Jim Hawkinson fue el director de fotografía. En una entrevista anterior a su lanzamiento, DeLonge dijo a MTV que la trama era un secreto y que trataban de no ser idénticos a lo que la gente esperaba. También sostuvo que era un video serio en comparación a los demás de la banda. Su idea central gira en torno a un mundo caótico en el que no hay padres y todos hacen lo que quieren. Mientras que los adolescentes toman el poder y corren salvajemente por un vecindario, los miembros de Blink-182, Mark Hoppus, Tom DeLonge y Travis Barker, interpretan la canción en diferentes habitaciones de una casa o en una caótica calle desierta. A medida que los jóvenes saquean la vecindad, prenden fuego muchos de los objetos robados hasta llegar a encender toda una manzana. El incendio masivo estalla y rodea a la banda mientras interpreta la canción en medio de una calle bordeada de fuego; finalmente, el video acaba con dos grupos de adolescentes enfrentados entre sí, y culmina antes de que ellos se confronten.

## Formato
| «Up All Night» — descarga digital |                |          |  |
| N.º                               | Título         | Duración |  |
| 1.                                | «Up All Night» | 3:19     |  |

## Posicionamiento en listas
| País           | Lista                    | Mejor posición |
| 2011           | 2011                     | 2011           |
| -------------- | ------------------------ | -------------- |
| Australia      | Australian Singles Chart | 30             |
| Canadá         | Canadian Digital Singles | 41             |
| Canadá         | Canadian Hot 100         | 58             |
| Escocia        | Scottish Singles Chart   | 35             |
| Estados Unidos | Active Rock              | 29             |
| Estados Unidos | Alternative Songs        | 3              |
| Estados Unidos | Billboard Hot 100        | 65             |
| Estados Unidos | Digital Songs            | 42             |
| Estados Unidos | Digital Tracks           | 40             |
| Estados Unidos | Mainstream Rock Tracks   | 31             |
| Estados Unidos | Rock Songs               | 6              |
| Reino Unido    | UK Singles Chart         | 48             |

| País           | Lista             | Posición |
| 2011           | 2011              | 2011     |
| -------------- | ----------------- | -------- |
| Estados Unidos | Alternative Songs | 16       |
| Estados Unidos | Rock Songs        | 37       |

## Créditos y personal
- Blink-182: composición y producción.
- David Choe: diseño de portada.[70]
- Jeff «Critter» Newell: coproducción.
- Femio Hernández: asistente de mezcla.
- Chris Holmes: coproducción.
- James Ingram: ingeniería.
- Tom Lord-Alge: mezcla.

Fuentes: Allmusic y folleto de Neighborhoods.